# Аштъбюла (окръг, Охайо)
Окръг Аштъбюла (на английски: Ashtabula County) е окръг в щата Охайо, Съединени американски щати. Площта му е 3543 km², а населението - 102 728 души (2000). Административен център е село Джеферсън.